# Рябчик східний
Рябчик східний (Fritillaria orientalis) — євразійський вид однодольних рослин родини лілійних. Його описав Йоганн Фрідріх Адамс у 1805 році на основі зразків, зібраних в Осетії.
Ця цибулинна багаторічна рослина росте серед трав та кущів у вапнякових долинах. Квіти, що з’являються в квітні та травні, фіолетові, поодинокі або по дві чи по три.
Вид росте у Франції, Італії, Греції, на Балканах, Австрії, Молдові, Україні, півдні Росії, Туреччині, на Кавказі.

## Галерея

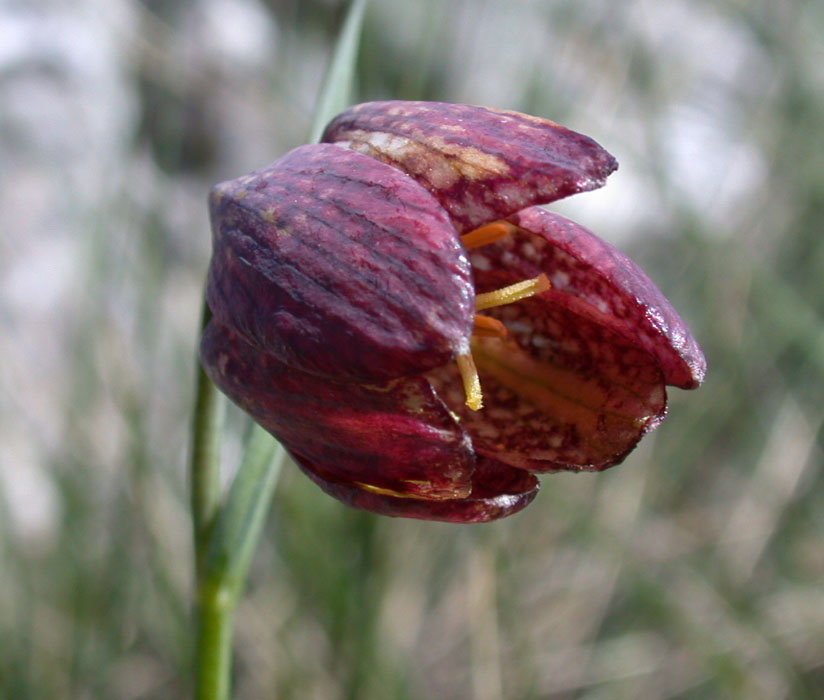
Квіти зблизька
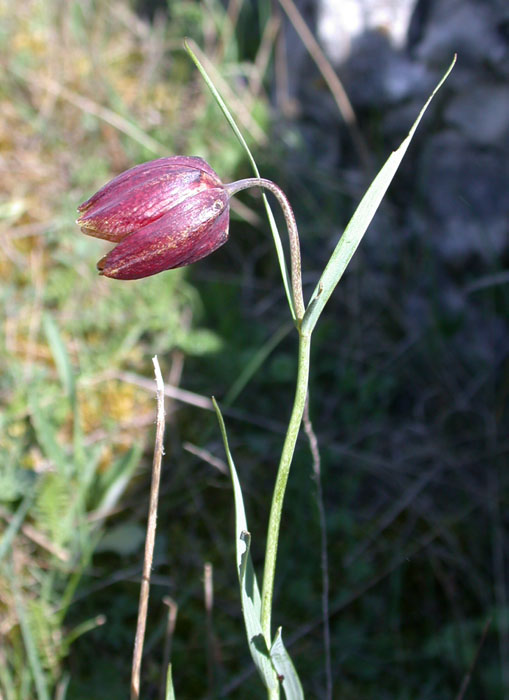

## Зовнішні посилання
- Calphotos, Університет Каліфорнії в Берклі, Fritillaria orientalis, фото Майка Айрланда
- Riserva Naturale della Val Rosandra, Fritillaria orientalis è nella Regione presente solo nella porzione sud orientale del Carso photo; підписи італ